# Тіонілхлорид
Тіонілхлорид (хлористий тіоніл) SOCl2 — хлорангідрид сірчистої кислоти. Належить до тіонілгалогенідів.

## Властивості
Тіонілхлорид — безбарвна димна на повітрі рідина з задушливим запахом. Молекула тіонілхлориду має пірамідальну будову.
При нагріванні вище від температури кипіння тіонілхлорид починає розкладатися з утворенням S2Cl2, SO2, Cl2. Вище від 440 °C спостерігається повний розпад сполуки.
У воді розкладається на діоксид сірки і хлороводень:
{\displaystyle {\mathsf {SOCl_{2}+H_{2}O\rightarrow SO_{2}\uparrow +2HCl\uparrow }}}
Широко застосовується в органічному синтезі як хлорувальний агент, наприклад, для отримання хлорангідридів карбонових кислот і алкілгалогенідів:
{\displaystyle {\mathsf {RCOOH+SOCl_{2}\rightarrow RCOCl+SO_{2}\uparrow +HCl\uparrow }}}
{\displaystyle {\mathsf {ROH+SOCl_{2}\rightarrow RCl+SO_{2}\uparrow +HCl\uparrow }}}

## Отримання
Тіонілхлорид можна отримати за такими реакціями:
{\displaystyle {\mathsf {SO_{3}+SCl_{2}\rightarrow SOCl_{2}+SO_{2}\uparrow }}}
{\displaystyle {\mathsf {SO_{2}+PCl_{5}\rightarrow SOCl_{2}+POCl_{3}}}}
{\displaystyle {\mathsf {SO_{2}+Cl_{2}+SCl_{2}\rightarrow 2SOCl_{2}}}}
{\displaystyle {\mathsf {SO_{3}+Cl_{2}+2SCl_{2}\rightarrow 3SOCl_{2}}}}
У промисловості тіонілхлорид отримують прямою взаємодією сірки, кисню, хлору за 180—200 °C (з використанням як каталізатора активованого вугілля) або дією надлишку діоксиду сірки на тетрахлорметан у присутності хлориду алюмінію за 150 °C і тиску близько 4 МПа (40 кгс/см2).

## Застосування

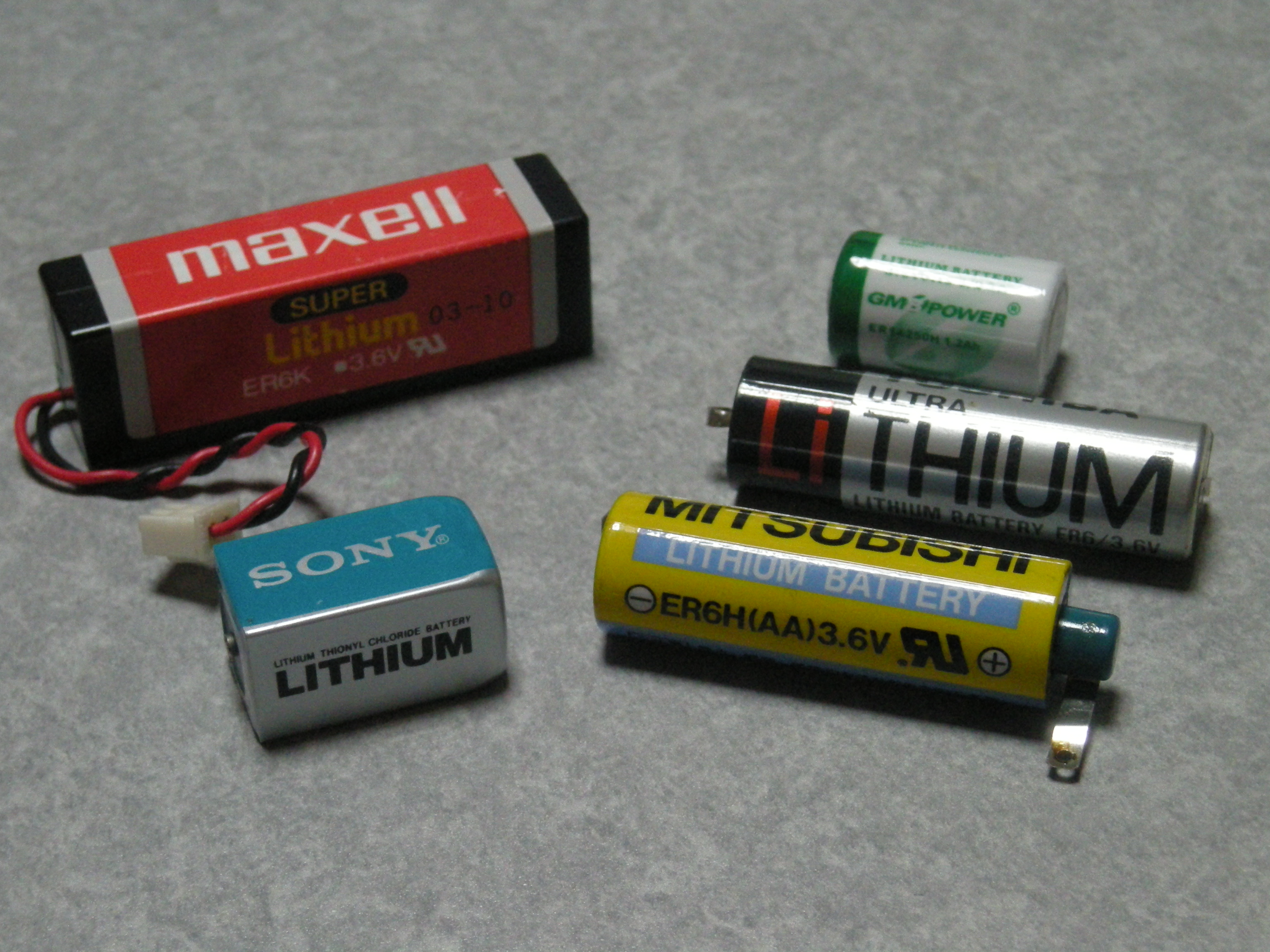
Літійтіонілхлоридні батарейки

Застосовують у виробництві барвників, фармацевтичних препаратів, графену, для хлорування.
Реакція кодеїну з тіонілхлоридом і подальшим каталітичним відновленням і деметилюванням використовується для отримання дезоморфіну.

### Літійтіонілхлоридні батарейки
Застосовують як додатний електрод в одноразових літієвих хімічних джерелах струму, так званих літійтіонілхлоридних батарейках. Негативний електрод літієвий. Хімічний процес у батареї:
{\displaystyle {\mathsf {4Li+2SOCl_{2}\rightarrow 4LiCl+S+SO_{2}}}}
Напруга нової батареї 3,65 В, закінчення розряду — 3,0 В. Характеристика розряду плоска з різким падінням напруги в кінці ємності.
Ці батарейки відрізняються високою густиною енергії (0,5 кВт*год/кг, 1,2 кВт*год/л), тривалими термінами роботи (понад 20 років, саморозряд ~1 %/рік) і широким температурним діапазоном (до -80..+130 °C). Однак їх використання обмежене професійними застосуваннями через токсичність вмісту і ризик вибухового руйнування при короткому замиканні.
Батареї цього типу мають схильність до пасивації — осадження плівки хлориду літію на літієвому електроді за тривалої відсутності навантаження або малих струмів споживання. При цьому внутрішній опір батареї значно зростає. При навантаженні батарея через деякий час відновлює характеристики.

## Небезпека

### Небезпека для здоров'я
Токсичний, подразнює і роз'їдає слизові оболонки, викликаючи важкі опіки. За нормальних умов тіонілхлорид легко випаровується (парціальний тиск пари 16 кПа). Його пара має дуже сильну подразнювальну дію при контакті зі шкірою, очима та слизовими оболонками. Вдихання пари тіонілхлориду може викликати набряк легенів. Надмірний вплив може призвести до появи симптомів нефіброзного пошкодження легенів. Внаслідок дії речовини можливі загострення астми та інших респіраторних захворювань, шкірної алергії, екземи. За контакту з речовиною місце контакту слід промити великою кількістю води. Пара тіонілхлориду важче від повітря.
При потраплянні в ШКТ або легені речовина активно всмоктується в організм. Летальна концентрація (LC50) для щура 500 ppm при вдиханні парів протягом 1 години. За потрапляння в ШКТ забороняється викликати блювоту водою.
У США граничний пороговий рівень одноразового впливу за OSHA і ACGIH 1,0 ppm (5,0 мг/м3) (2001 рік).

### Хімічна небезпека
Речовина розкладається за розігріву понад 140 °C з утворенням токсичних та їдких димів. Бурхливо реагує з водою, утворюючи токсичну пару діоксиду сірки і хлорводню. Реагує з небезпекою пожежі і вибуху з багатьма речовинами, наприклад, амінами, основами і металами.
Речовина входить до Списку 3 Конвенції про заборону хімічної зброї як прекурсор деяких бойових нервово-паралітичних отруйних речовин.

### Пожежна небезпека
Не горючий, але багато реакцій можуть призвести до пожежі або вибуху. За температур вище 140 °C (зокрема у вогні) виділяються подразнювальні або токсичні пари і гази. Забороняється застосування води при гасінні пожежі якщо поруч є тіонілхлорид. Допускається застосування порошкових та вуглекислотних засобів гасіння.